# Lago Poyang
El lago Poyang (en chino, 鄱阳湖; pinyin, Póyáng Hú; en gan: Po-yong U)   en la provincia de Jiangxi es un gran lago de agua dulce de China  localizado en la provincia de Jiangxi, por superficie el tercer lago del país (tras el Qinghai y el Dongting).
En junio de 1983, el gobierno de la provincia de Jiangxi estableció una reserva de aves migratorias en la parte occidental del lago donde la mayoría de aves migratorias pasan el invierno. Esta Reserva, con Wucheng en el condado Yongxiu como su centro, comprende nueve lagos y pantanos estacionales, que incluyen Dahuci, Banghu, Zhonghuci y Shahu, con un área total de 22 400 ha. La gran bandada de grullas que se extiende más de un par de kilómetros ha sido aclamada como la «segunda gran muralla china».
El 12 de febrero de 1996 la «reserva natural Poyang» fue inscrita en la Lista Indicativa de China del Patrimonio de la Humanidad, en la categoría de bien natural (n.º. ref 117).

## Geografía
El lago comprende 3585 km² de superficie (4400 km² durante la estación húmeda y alrededor de 1000 km² durante la estación seca) y sus aguas totalizan un volumen de 25 km³. Tiene 170 km de longitud y una anchura media de unos 17 km. Su profundidad media es de 8 m, y la máxima, de 25 m. 
La zona del lago Poyang fue una enorme cuenca durante el Terciario. Durante el movimiento del Himalaya, la falla del lado oeste se elevó hasta convertirse en la montaña Lushan, y el lado este se derrumbó para formar el canal de entrada del lago Poyang. Durante el Cuaternario, la zona del lago Poyang se hundió nuevamente.
La marea alta es como un lago, la marea baja es como un río. La elevación del canal en el fondo del lago disminuye gradualmente de sur a norte, desde 12 metros sobre el nivel del mar hasta aproximadamente 1 metro en la desembocadura del lago, -1 metro cerca de Shoes Mountain y tan solo -2 metros en la desembocadura del río Chuxi.
La zona del lago se compone de vías fluviales, playas, islas, lagos interiores y puertos secundarios:
El río Ganjiang se divide en cuatro brazos desde Nanchang a continuación. El brazo principal se fusiona con Xiushui en Wucheng e ingresa a la parte norte del lago, formando la vía fluvial occidental del área del lago, junto con el Fujiang y el río. Todos los ríos de Xinjiang se fusionan sucesivamente en la parte sur del lago, formando la parte oriental del área del lago. Los canales del este y del oeste se fusionan con el canal del río en el río Chu.
Hay tres tipos de playas: playa de arena, playa de barro y playa de césped. La mayoría de las playas están por debajo del nivel del agua de 14 metros y cubren un área de aproximadamente 1.895 kilómetros cuadrados. La mayoría de las playas cubiertas de hierba tienen entre 14 y 18 metros y cubren un área de aproximadamente 1.235 kilómetros cuadrados.
Hay 25 islas en todo el lago, con un total de 41 islas (en su mayoría colinas de playa cuando el nivel del agua es medio y bajo), cubriendo un área de unos 100 kilómetros cuadrados.
Los lagos interiores aparecen en la estación seca y se conectan con la gran superficie de agua durante los niveles de agua medios y altos. Se distribuyen principalmente en el este, sur y oeste.
La mayoría de los puertos secundarios están ubicados en la orilla este de la vía fluvial que ingresa al río, la orilla norte del área del lago principal y las esquinas noreste y sureste del lago. Hay alrededor de 20 puertos secundarios principales en total.

## Fauna
El lago provee de hábitat a medio millón de aves migratorias, y es un lugar privilegiado para el avistamiento de aves. 
Algunas de las aves que habitan en la región del lago Poyang son:
- Grulla de corona roja (Grus japonensis). Esta especie es emblemática y se caracteriza por su plumaje blanco con una distintiva corona roja en la cabeza. Se puede encontrar en los pantanos y campos de arroz alrededor del lago. Su estado de conservación es en peligro, con una población que depende de la conservación de su hábitat.
- Ganso de cuello canadiense (Branta canadensis). Este ganso es conocido por su cuello largo y negro, y su pecho blanco. Viene al lago durante el invierno para alimentarse y descansar.
- Cernícalo (Falco tinnunculus) Es un pequeño halcón que se caracteriza por su habilidad para cernirse en el aire mientras busca presas. Se le puede observar en campos abiertos y cerca de cuerpos de agua.
- Somormujo lavanco (Podiceps cristatus) Este ave acuática tiene un plumaje distintivo en época de cría, con un elegante "collar" de plumas en su cuello.  Utiliza la vegetación acuática para anidar.
- Cigüeña (Ciconia ciconia) Son conocidas por su plumaje blanco y negro, estas aves son famosas por sus migraciones. Pueden ser vistas en zonas húmedas y campos adyacentes al lago.

Los ríos Gan y Xiu son los principales tributarios del lago, el cual a su vez se conecta con el Yangtsé a través de un canal.
La pesca está prohibida en sus aguas desde 2002. En 1363, en el lago tuvo lugar la batalla del lago Poyang, siendo, según algunas fuentes, la mayor batalla naval de la historia (con 850 000 participantes).

## Evolución reciente
A fines de 2013, al bajar el nivel del lago ha sacado a la luz un puente histórico construido en la época de los emperadores Ming y que había quedado en el olvido. Los restos del puente de 2930 m de largo se encuentran sobre una de las orillas del lago Poyang, que con los años se ha visto una disminución de su volumen de agua, lo que resulta en un desastre ecológico. Construido de granito, según los expertos, el puente se construyó hace más de 400 años en la dinastía Ming (1368-1644). El nivel de sus aguas se ha reducido en los últimos años debido a la escasez de lluvias y el impacto ambiental debido a la faraónica presa de las Tres Gargantas.

## Sitios Ramsar del lago Poyang
La mayor parte de la superficie y alrededores del lago están catalogados como Reserva natural de Poyang, con una superficie de 3841 km². Dentro de esta zona y al oeste del lago hay dos sitios Ramsar, uno al sur, los humedales de Jiangxi Poyang, con 333 km², y otro al norte, Poyanghu, de 224 km².

#### Poyanghu
En 1992, una zona de humedales al noroeste del lago Poyang es declarada sitio Ramsar número 550 (29°10′N 115°58′E) con una extensión de 224 km², en la región de Jiangxi. Se encuentra al este de la desembocadura del río Xiushui y de la ciudad de Wucheng, en el condado de Yongxiu. El lago está sujeto a fluctuaciones estacionales, dentro de una región de bosque subtropical caducifolio de hoja ancha y siempre verde rodeado de pantanos y pastizales húmedos alimentados por cinco ríos principales. El sitio alberga numerosas especies de plancton, moluscos, peces y mamíferos y al menos 46 especies de aves. Es importante para la invernada y el descanso de las aves y para una población de 20.000 personas cuyas actividades incluyen el pastoreo de búfalos de agua, la recolección de pasto y vegetación acuática, el cultivo a pequeña escala, la pesca y la industria de perlas de agua dulce. El turismo de vida silvestre está aumentando rápidamente.

#### Jiangxi lago Poyang humedales Nanji
En 2020, una zona de humedales al sudoeste del lago Poyang, que ya se considera reserva natural con el nombre transcrito al inglés de Jiangxi Poyang Lake Nanji Wetlands, es declarada sitio Ramsar número 2431 (29°00′N 116°17′E), con una extensión de 333 km², en la región de Jiangxi. El sitio está ubicado en la parte sur del cuerpo principal del lago Poyang, el más grande de China. Una de las características principales de este sitio es el gran complejo del delta interior formado por los canales norte, medio y sur del río Gan, que desemboca en el lago y este a su vez en el río Yangtze. Las fluctuaciones significativas del nivel del agua ocurren dentro del humedal entre las estaciones húmeda y seca, y la cobertura total de agua superficial varía entre menos del 40 % y casi el 99 % del humedal. Cuando baja el nivel del agua, emerge una variedad de otras características de los humedales, incluidos ríos, lagos, praderas y marismas. Esto crea hábitats importantes para las aves acuáticas como lugar de parada e invernada, con entre 20.000 y 70.000 aves migratorias invernando en el sitio anualmente. Estos incluyen una serie de especies amenazadas, incluida la grulla siberiana (Grus leucogeranus), y más del 1% de las poblaciones biogeográficas de 21 especies.

## Reserva natural del lago Poyang
La reserva natural se extiende 170 km de norte a sur (28° 25'-29°45'N), y 74 km en su parte más ancha de este a oeste (115–116°44'E), cubriendo un área total de aproximadamente 3.841 km² cuando la profundidad del agua en Hukou, donde el lago se une al río Yangtze, es de 21 metros. Su línea de costa es de 1.800 km. El lago  tiene la reputación de ser una "perla brillante" en la cuenca del río Changjiang con sus ricos recursos acuáticos y cultivos florecientes en las tierras fértiles circundantes. El área del lago disfruta de un clima subtropical cálido y húmedo con suficiente sol, abundante precipitación y un largo período libre de heladas. La temperatura media anual varía de 16,7 a 17,7 oC y la media anual es de 1.400 a 1.900 mm. De abril a junio, durante la temporada de inundaciones, su superficie se expande considerablemente. En la estación seca de invierno y primavera, el agua retrocede y aparecen pequeños lagos estacionales y grandes pantanos en toda el área del lago.

## Cuestiones medioambientales

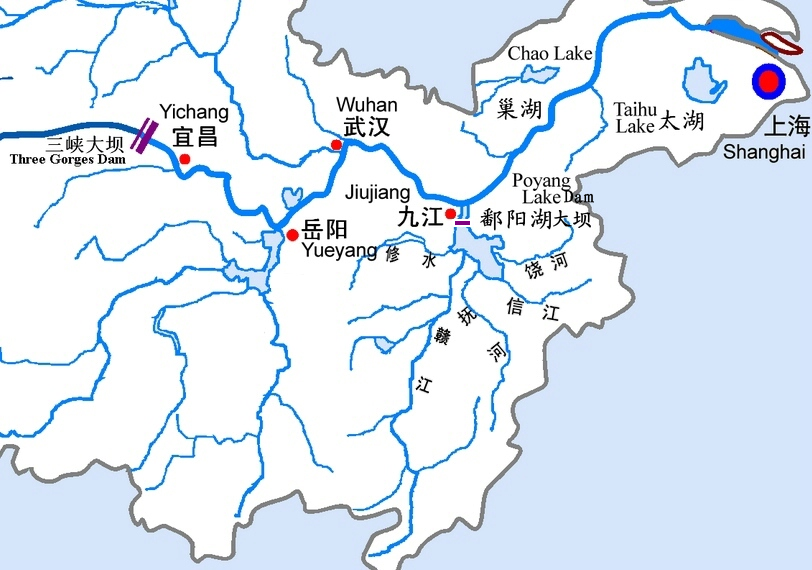
Mapa de la cuenca media y baja del río Yangtsé, ubicación de la presa del lago Poayang

### Pérdida de fauna
Desde 2002 está prohibida la pesca. En enero de 2020, China impuso una moratoria de pesca de 10 años en 332 lugares a lo largo del Yangtsé, incluido el lago Poyang, para proteger la biodiversidad marina.
En 2007 se expresó el temor de que la marsopa sin aleta de China, conocida localmente como jiangzhu («cerdo de río»), nativa del lago junto con otras aguas como el lago Dongting, pudiera seguir al baiji, el delfín del río Yangtsé, en la extinción. Se ha pedido que se tomen medidas para salvar a la marsopa, de la que quedan unas 1.400, entre 700 y 900 en el Yangtsé, y otras 500 en los lagos Poyang y Dongting. Lagos. Los niveles de población de 2007 son menos de la mitad de los de 1997, y la población desciende a un ritmo del 7,3% anual.
El dragado de arena se ha convertido en los últimos años en un pilar del desarrollo económico local y es una importante fuente de ingresos en la región que bordea el lago Poyang. Pero, al mismo tiempo, los proyectos de dragado de alta densidad han sido la causa principal de la muerte de la población local de animales salvajes. El dragado enturbia las aguas del lago, y las marsopas no pueden ver tan lejos como antes y tienen que recurrir a sus sistemas de sonar altamente desarrollados para evitar obstáculos y buscar comida. Los grandes barcos entran y salen del lago a razón de dos por minuto y tal densidad de navegación significa que las marsopas tienen dificultades para oír su comida, y tampoco pueden nadar libremente de una orilla a otra.
Además, se espera que la construcción de la presa del lago Poyang cause efectos devastadores en las marsopas que quedan.

### Contracción
Debido a la presa de las Tres Gargantas aguas arriba en el río Yangtsé, el lago Poyang puede encogerse y secarse estacionalmente.
En 2012, el lago estuvo a punto de secarse por completo. 200 kilómetros cuadrados (77,2 mi²) de tierra quedó bajo el agua en octubre, mientras que la superficie normal del lago es de 3500 kilómetros cuadrados (1351,4 mi²) cuando está lleno. Además de la presa de las Tres Gargantas, que debe almacenar agua en su embalse para ser utilizable en invierno, también se culpó a una sequía del encogimiento. El lago es el hábitat de medio millónn de aves migratorias
El gobierno local de Jiangxi ha propuesto construir la presa del lago Poyang para mantener los niveles de agua del lago, construyendo un muro de contención a través de la conexión entre el lago y el río Yangtsé. Está pendiente una evaluación del impacto ambiental. Científicos y grupos ecologistas, como el Fondo Mundial para la Naturaleza, han criticado la propuesta, argumentando que la ingeniería artificial de los niveles de agua en el lago afectará negativamente a la diversidad de la vida silvestre.